# Paumomua
Paumomua is een geslacht van kevers uit de familie bladkevers (Chrysomelidae).
De wetenschappelijke naam van het geslacht werd in 1904 gepubliceerd door Martin Jacoby.

## Soorten
- Paumomua sulcicollis Jacoby, 1904